# Petita Copa del Món de 1957
La Petita Copa del Món de 1957 fou una competició internacional de futbol disputada a Caracas (Veneçuela). Hi van participar quatre equips: FC Barcelona, Sevilla FC, Botafogo FR, Club Nacional (Uruguai).

## Enfrontaments

### Primera jornada
| Botafogo FR                  | 2-0   | Sevilla FC |
| ---------------------------- | ----- | ---------- |
| 1-0 Pampolini · 2-0 Paulinho | Fitxa |            |

 Estadi Olímpic (Caracas)        
| FC Barcelona                                                      | 4-0   | Club Nacional |
| ----------------------------------------------------------------- | ----- | ------------- |
| 1-0 Villaverde · 2-0 Villaverde 14' · 3-0 Tejada · 4-0 Villaverde | Fitxa |               |

 Estadi Olímpic (Caracas)        

### Segona jornada
| Sevilla FC                        | 2-2   | Club Nacional                         |
| --------------------------------- | ----- | ------------------------------------- |
| 1-1 Quirro 30' · 2-1 Doménech 40' | Fitxa | 0-1 Troche 10' · 2-2 Héctor Núñez 69' |

 Estadi Olímpic (Caracas)        
| Botafogo FR | 0-3   | FC Barcelona                                       |
| ----------- | ----- | -------------------------------------------------- |
|             | Fitxa | 0-1 Eulogio 8' · 0-2 Evaristo 27' · 0-3 Tejada 51' |

 Estadi Olímpic (Caracas)        

### Tercera jornada
| Botafogo FR                                                    | 4-0   | Club Nacional |
| -------------------------------------------------------------- | ----- | ------------- |
| 1-0 Didí 5' · 2-0 Quarentina 41' · 3-0 Paulinho · 4-0 Paulinho | Fitxa |               |

 Estadi Olímpic (Caracas)        
| FC Barcelona                                            | 3-2   | Sevilla FC                  |
| ------------------------------------------------------- | ----- | --------------------------- |
| 1-1 Evaristo 18' (p.) · 2-1 Evaristo · 3-1 Evaristo 40' | Fitxa | 0-1 Qirro 10' · 3-2 Maraver |

 Estadi Olímpic (Caracas)        

### Quarta jornada
| Botafogo FR                                                             | 4-0   | Sevilla FC |
| ----------------------------------------------------------------------- | ----- | ---------- |
| 1-0 Paulinho 14' · 2-0 Garrincha 40' · 3-0 Didí 60' · 4-0 Garrincha 80' | Fitxa |            |

 Estadi Olímpic (Caracas)        
| Club Nacional                | 2-3   | FC Barcelona                                               |
| ---------------------------- | ----- | ---------------------------------------------------------- |
| 1-0 Souto 3' · 2-3 Souto 75' | Fitxa | 1-1 Villaverde 14' · 1-2 Villaverde 25' · 1-3 Evaristo 32' |

 Estadi Olímpic (Caracas)        

### Cinquena jornada
| Sevilla FC                        | 2-2   | FC Barcelona                     |
| --------------------------------- | ----- | -------------------------------- |
| 1-1 Arsenio 48' · 2-2 Herrera 70' | Fitxa | 0-1 Gensana 30' · 1-2 Tejada 67' |

 Estadi Olímpic (Caracas)        
| Club Nacional | 2-2   | Botafogo FR |
| ------------- | ----- | ----------- |
|               | Fitxa |             |

 Estadi Olímpic (Caracas)        

### Sisena jornada
| Sevilla FC                                   | 3-1   | Club Nacional  |
| -------------------------------------------- | ----- | -------------- |
| 1-0 Arza 8' · 2-0 Pepillo 53' · 3-0 Arza 68' | Fitxa | 3-1 Romero 70' |

 Estadi Olímpic (Caracas)        
| FC Barcelona                         | 2-2   | Botafogo FR                         |
| ------------------------------------ | ----- | ----------------------------------- |
| 1-0 Evaristo 3' · 2-0 Villaverde 40' | Fitxa | 2-1 Garrincha 69' · 2-2 Oswaldo 71' |

 Estadi Olímpic (Caracas)        

## Classificació final
|   | Equip         | PJ | PG | PE | PP | GF | GC  | Punts |
| - | ------------- | -- | -- | -- | -- | -- | --- | ----- |
| 1 | FC Barcelona  | 6  | 4  | 2  | 0  | 17 | - 8 | 10    |
| 2 | Botafogo FR   | 6  | 3  | 2  | 1  | 14 | - 7 | 8     |
| 3 | Sevilla FC    | 6  | 1  | 2  | 3  | 9  | -14 | 4     |
| 4 | Club Nacional | 6  | 1  | 2  | 4  | 7  | -18 | 2     |

| Guanyador de la Petita Copa del Món de 1957 |
| ------------------------------------------- |
|                                             |
| FC Barcelona Primer títol                   |